# Wolfenbüttel
Pour les articles homonymes, voir Wolfenbüttel (arrondissement).
Wolfenbüttel est une ville allemande, le chef-lieu de l'arrondissement du même nom en Basse-Saxe. Elle est bien connue comme l'ancienne résidence des princes de Brunswick-Wolfenbüttel.

## Géographie
Le territoire communal de Wolfenbüttel s'étend dans la plaine d'Allemagne du Nord, entre le massif du Harz au sud et la lande de Lunebourg au nord. Le centre-ville se trouve sur la rivière Oker, à 12 km au sud de Brunswick et à 60 km au sud-est de Hanovre, capitale du Land de Basse-Saxe. Au sud-est de la ville s'élèvent les collines de l'Asse.
Wolfenbüttel fait partie de la région métropolitaine de Hanovre-Brunswick-Göttingen-Wolfsbourg.

### Quartiers
- Fümmelse

## Histoire
| Appartenances historiques Duché de Brunswick-Lunebourg 1235-1269 Principauté de Brunswick-Wolfenbüttel 1269-1807 Royaume de Westphalie 1807-1813 Duché de Brunswick 1815-1918 République de Weimar 1918-1933 Reich allemand 1933-1945 Allemagne occupée 1945-1949 Allemagne 1949-présent |

On ne sait pas exactement quand Wolfenbüttel a été fondée, mais un premier établissement s'est probablement développé au Xe siècle près d'un gué traversant l'Oker. W(u)lferesbutle est mentionnée pour la première fois dans un acte de l'an 1118. Les premières habitations étaient probablement limitées à un îlot minuscule sur la rivière. Une forteresse construite par les nobles saxons doit offrir un certain niveau de protection aux passagers. Les citoyens se sont longtemps brouillés avec les souverains de la maison de Brunswick (Welf) ; le fort fut détruit par les forces de Henri le Lion en 1191 et à nouveau par le duc Albert Ier en 1255. Après que les troupes des Welf s'en furent emparés, le duc Henri Ier de Brunswick a commencé la construction d'un château résidentiel en 1283. 

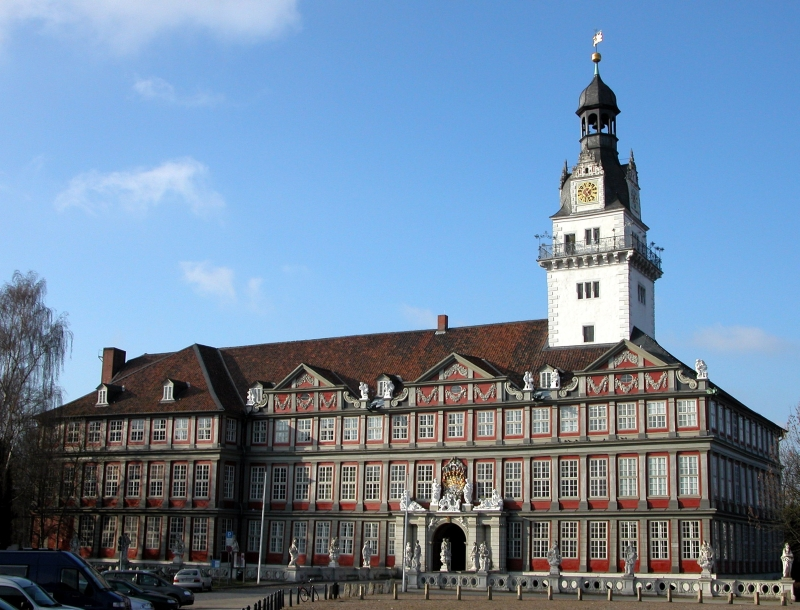
Le palais de Wolfenbüttel.

Wolfenbüttel est devenue la résidence des ducs de Brunswick-Lunebourg vers 1430. Sous le règne de Henri II de Brunswick-Wolfenbüttel, en 1542, la ville fut dévastée par les forces de la ligue de Smalkalde. Reconstruite en style Renaissance sous son fils Jules, Wolfenbüttel au cours des deux siècles suivants est devenue un centre artistique, et des personnalités comme Michael Praetorius, Gottfried Wilhelm Leibniz et Gotthold Ephraim Lessing y ont vécu. Le duc avait fait aménager des canaux historiques (grachten), conçus et projetés par l'architecte néerlandais Hans Vredeman de Vries, qui existent encore en partie. En 1572, Jules a fondé la bibliothèque ducale (Bibliotheca Julia).
Vers 1593, le compositeur Michael Prætorius devient secrétaire du duc Henri-Jules à la cour de Wolfenbüttel, où il est aussi organiste, puis nommé maître de chapelle (Kapellmeister) en 1604. Au cours de la guerre de Trente Ans, la ville a connu des combats intenses : en 1626, la forteresse fut occupée par les troupes du roi Christian IV de Danemark puis, après la bataille de Lutter en août, assiégée par l'Armée impériale sous le commandement de Gottfried Heinrich zu Pappenheim. Son général Godfried Huyn van Geleen a pris le commandement et il se distingue en 1632 par la défense de Wolfenbüttel contre le duc Georges de Brunswick. En juin 1641, les Suédois, sous les ordres de Carl Gustaf Wrangel et du comte Hans Christoff de Kœnigsmark, ont vaincu les Autrichiens menés par l'archiduc Léopold-Guillaume de Habsbourg, mais ils ne purent pas prendre possession de la ville.

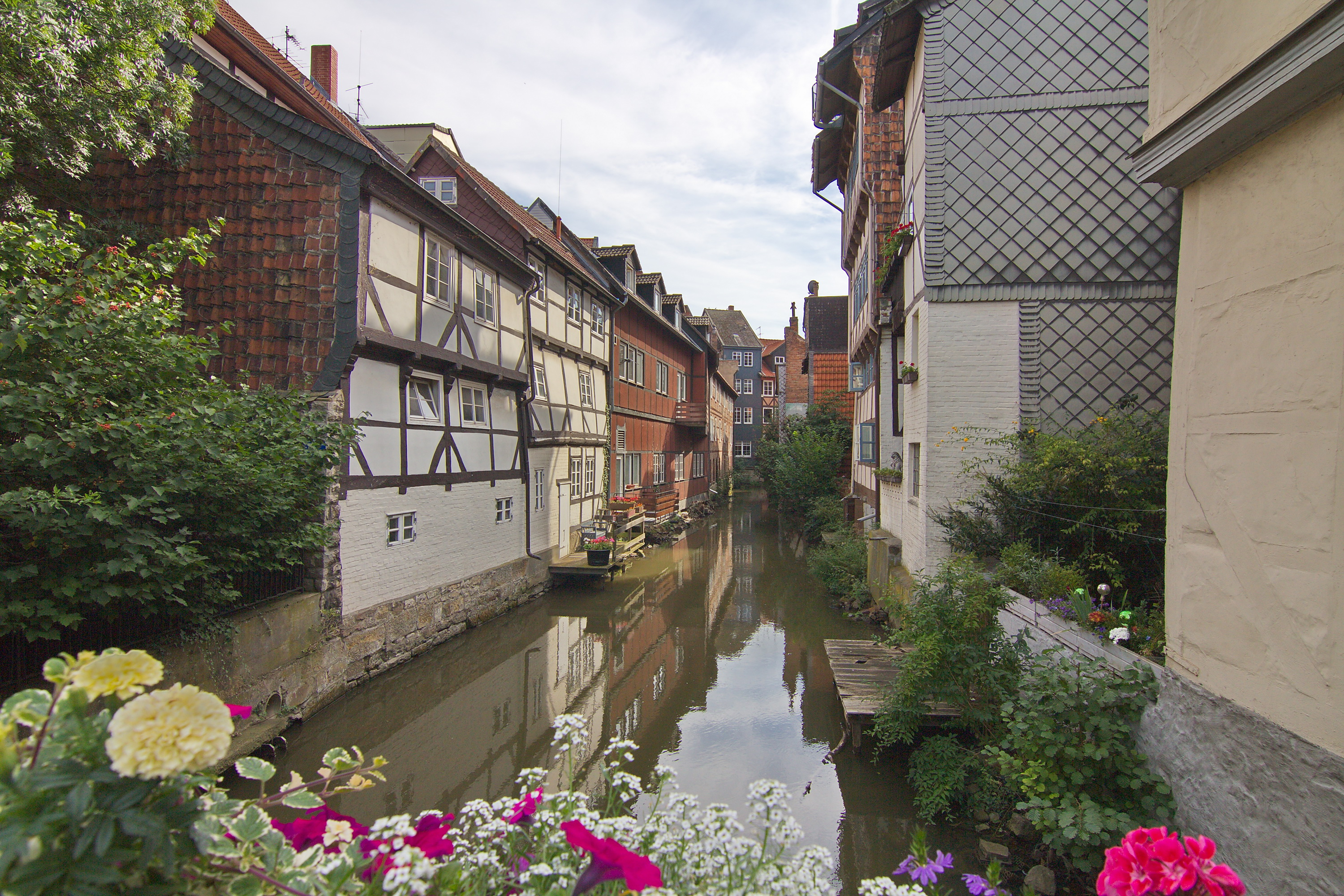
La « Petite Venise ».

La cour ducale est par la suite retournée à Brunswick, vers 1753, et Wolfenbüttel a peu à peu perdu de son importance. À l'été 1764, l'aventurier vénitien Giacomo Casanova a passé quelques jours à la bibliothèque de Wolfenbüttel afin de rassembler de la documentation pour son Iliade ; l'un de ses moments les plus heureux, comme il l'a décrit dans ses mémoires Histoire de ma vie.
Après le congrès de Vienne en 1815, la ville faisait partie du duché de Brunswick, un État de la Confédération germanique. Wolfenbüttel accueillit une garnison de l'Armée prussienne puis, pendant le Troisième Reich, des unités de parachutistes (Fallschirmjäger) de la Luftwaffe. 
La ville abrita une prison nazie où furent guillotinés de nombreux résistants, comme la Belge Marguerite Bervoets. 
Vers la fin de la Seconde Guerre mondiale, le 11 avril 1945, la ville fut occupée par la 9e armée des États-Unis; plus tard, les casernes ont été utilisées par la British Army of the Rhine.

## Principaux sites
- Le palais baroque (Schloss) : aujourd'hui une partie du bâtiment sert d'école, et les anciens appartements d'État sont ouverts au public comme musée.

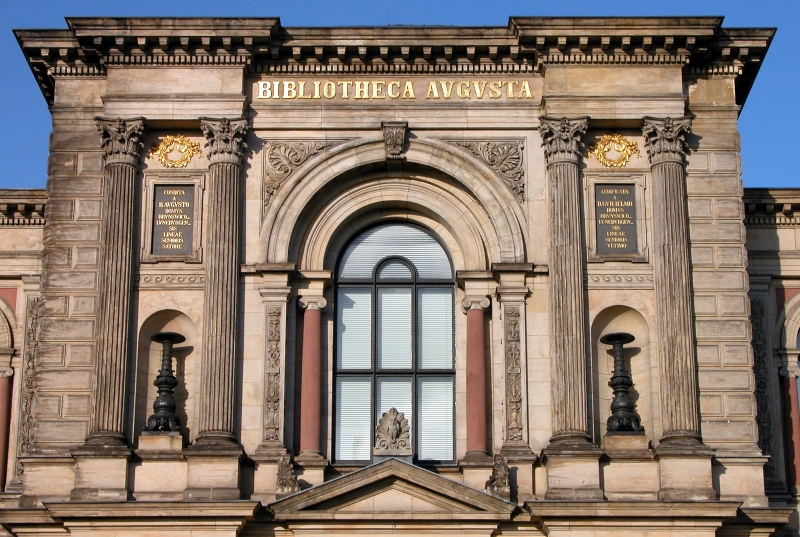
Entrée de la bibliothèque HAB.

- La Herzog August Bibliothek (HAB) : il s'agit de la bibliothèque ducale, qui renferme l'une des plus grandes et plus célèbres collections de livres anciens au monde. Avec environ 10 000 manuscrits, elle est particulièrement riche en ouvrages médiévaux, en incunables (imprimés remontant à l'époque de l'invention de l'imprimerie, au XVe siècle), et en livres datant de la période de la Réforme luthérienne du XVIe siècle. La bibliothèque a été créée en 1572 et reconstruite en face du château en 1723 dans le style du Panthéon. Le bâtiment actuel de la bibliothèque a été construit en 1886. Gottfried Wilhelm Leibniz et Gotthold Ephraim Lessing y ont travaillé comme bibliothécaires.
- Durant la Seconde Guerre mondiale, la prison de Wolfenbüttel[1] reçoit des résistants belges (tel que Raoul Rothé) et français. C'était l'un de ces lieux où le régime nazi fait exécuter ses victimes condamnés à mort, détenus allemands de droit commun coupables de peccadilles, résistants français et belges qui sont guillotinés, tels que Louis Toussaint et Louis Renard ainsi que tous les autres membres du réseau Renard, Marguerite Bervoets, Louis Cartan et Théodore Lefebvre. La ville comprend également un camp de travail forcé dont les détenus (minorités ethniques, suspects raflés dans les pays occupés, prisonniers de guerre soviétiques) sont traités en dépit des droits humains. Ainsi, les évadés seront exécutés s'ils sont repris.

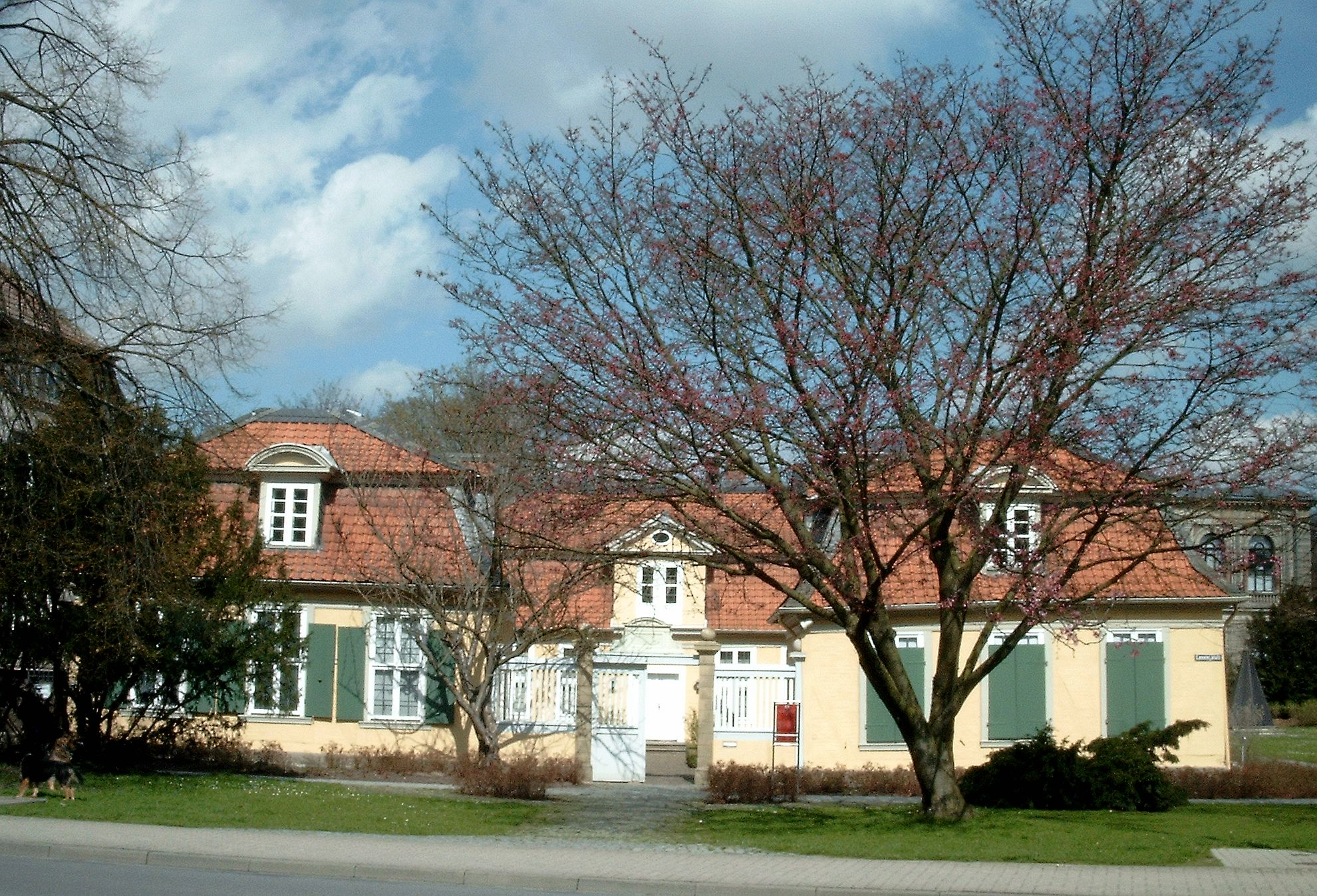
Résidence de Gotthold Ephraim Lessing lorsqu'il était bibliothécaire à la HAB.

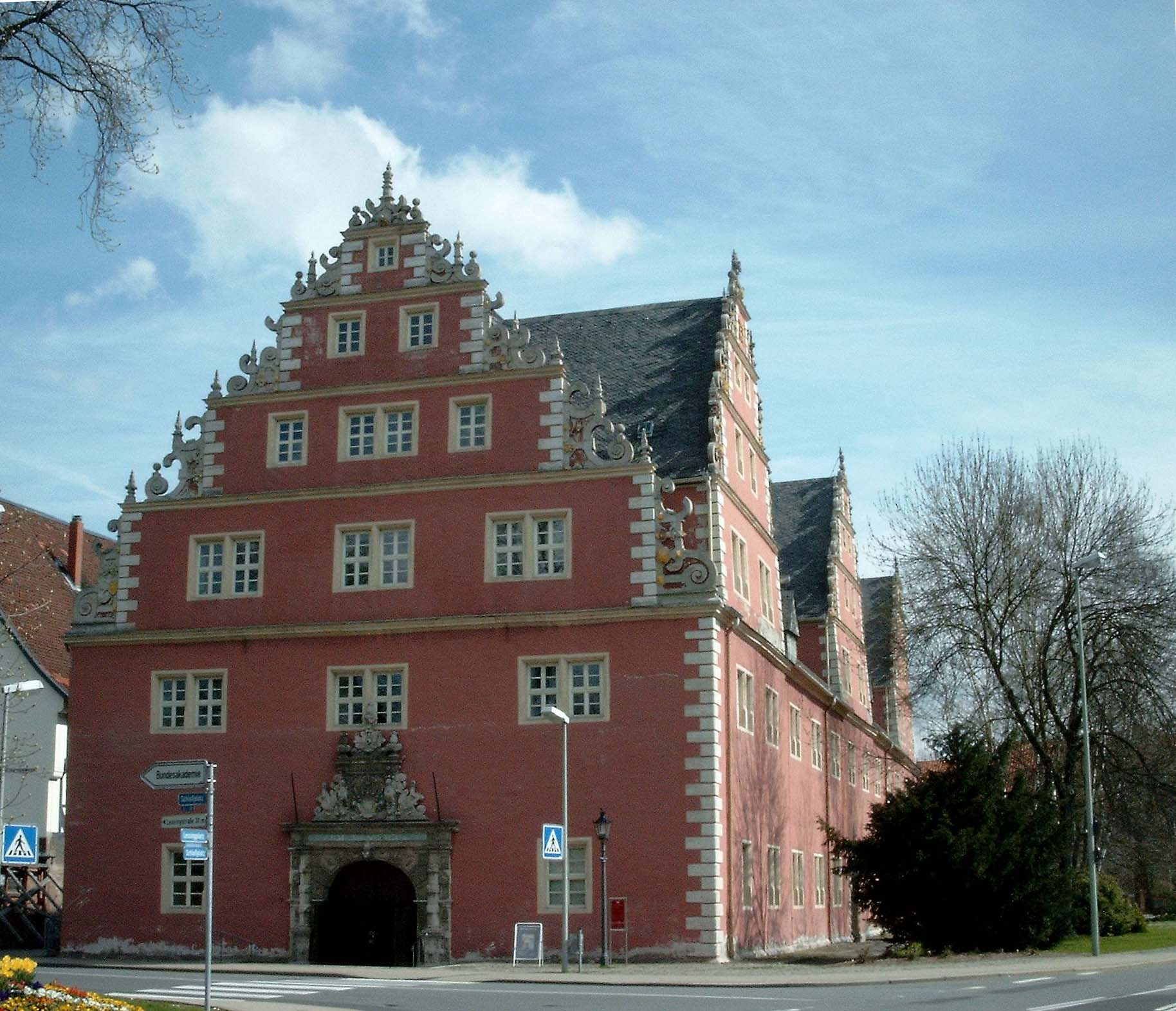
Ancien arsenal de Wolfenbüttel qui héberge aujourd'hui une partie de la bibliothèque HAB.

Aujourd'hui Wolfenbüttel, bien que plus petite que les villes voisines de Brunswick, Salzgitter, et Wolfsbourg, a conservé 600 anciennes maisons à colombage car elle a été pour sa part en grande partie épargnée par la guerre. Elle a ainsi conservé son caractère historique.

## Culture
Wolfenbüttel abrite plusieurs départements de l'université des sciences appliquées de Brunswick/Wolfenbüttel et de l'Académie de Lessing, une organisation pour l'étude des travaux de Lessing.
La liqueur dite Jägermeister est également une spécialité de Wolfenbüttel.

## Personnalités
- Michael Praetorius (1571-1621), compositeur et théoricien de la musique allemand, mort à Wolfenbüttel
- Ludwig von Siegen (1609-1680), graveur amateur allemand, considéré comme l'inventeur de la manière noire, mort à Wolfenbüttel
- Gottfried Wilhelm Sacer (1635-1699), poète allemand auteur de cantiques, décédé à Wolfenbüttel
- Louis Ernest de Brunswick-Wolfenbüttel (1718-1788), homme politique allemand, duc de Courlande, né à Wolfenbüttel
- Charles Eugène Gabriel de La Croix de Castries (1727-1801), maréchal de France, mort à Wolfenbüttel, hôte du duc de Brunswick
- Friedrich Johann Peter von Lichtenstein (1731-1785), Gouverneur des établissements danois aux Indes orientales, né à Wolfenbüttel
- Johann Gottfried Schwanberger, compositeur de musique classique né à Wolfenbüttel
- Louis-Désiré-Joseph Bonnaire (1750-1795), avocat au Parlement de Flandre, vit retiré à Wolfenbüttel et décède à Brunswick
- Théodore Lefebvre (1889-1943), géographe et résistant français, décapité à la prison de Wolfenbüttel
- Louis Renard (1893-1943), dirigeant de la Résistance française, exécuté par guillotine à la prison de Wolfenbüttel
- Louis Toussaint (1905-1943), professeur et résistant français, mort guillotiné à Wolfenbüttel
- Louis Cartan (1909-1943), physicien et résistant français, exécuté à Wolfenbüttel
- Marguerite Bervoets (1914-1944), Enseignante, poète, diplômée de philosophie et lettres et résistante belge, décapitée à Wolfenbüttel le 7 août 1944.
- Robert Thonon (1919-1944), résistant belge, décapité à la prison de Wolfenbüttel
- Fernande Volral (1920-1944), résistante belge, décapitée à la hache à Wolfenbüttel
- Heinz Leymann (1932-1999), docteur en psychologie et psychosociologue suédois, né à Wolfenbüttel
- Arnd Peiffer (1987-), biathlète

## Jumelages
- - Sèvres, France
- - Cachan, France
- - Kenosha, États-Unis
- - Satu Mare, Roumanie
- - Kamienna Góra, Pologne

Un pont de Wolfenbüttel est baptisé du nom de chacune de ces villes.